# Ricardo Fuller
Ricardo Fuller   (Kingston, 31 d'octubre de 1979) és un futbolista jamaicà de la dècada de 2000.
Fou 73 cops internacional amb la selecció de Jamaica.
Pel que fa a clubs, destacà a Crystal Palace FC, Hearts, Preston North End FC, Portsmouth FC, Southampton FC, Stoke City FC i Charlton Athletic FC.